# 劇団飛行船
株式会社劇団飛行船（げきだんひこうせん、英: Hikosen Theater Company）は、子供向けぬいぐるみ人形劇（マスクプレイミュージカル）の企画・製作・公演を行う日本の劇団。株式会社ブシロードの子会社。

## 概要
1966年にミュージカルファミリーとして設立。最初の公演は『3びきのこぶた』であった。
1975年に現在の名称に変更して以降、ぬいぐるみ俳優養成所の開設、国際奨学会の設立、数々の海外公演を成功させるなど、堅調に実績を重ねている。
2015年にソプラティコの完全子会社となる。2019年にブシロードと資本業務提携を締結し、ブシロードがソプラティコの株式を一部保有。2020年にはソプラティコの全株式がブシロードに取得され、当社はソプラティコと共にブシロードの連結子会社（孫会社）となった。2022年4月1日付でブシロードの直接の子会社に異動。

## 沿革
- 1966年 有限会社ミュージカル・ファミリーを設立（東京都渋谷区）、「3びきのこぶた」初上演
- 1967年 赤ずきんといじわる狼 上演
- 1968年 ジャックと豆の木 上演
- 1969年 7ひきのこやぎと狼 上演
- 1970年 くまのプーさん 上演
- 1971年 ちびくろさんぼ、赤ずきんといじわる狼 上演
- 1972年 ジャックと豆の木 再演
- 1973年 呂呂の大冒険、ピノキオ 上演
- 1974年 アラジンと魔法のランプ 上演
- 1975年 創立10周年、「劇団飛行船」と改称、飛行船ぬいぐるみ俳優養成所を設立。マジカルスペース方式を開発、「おやゆび姫の不思議な旅」上演
- 1976年 ミュージカル・ファミリーから「株式会社飛行船舞台」に社名変更、「シンドバッドの不思議な冒険」上演
- 1977年 「シンドバッドの不思議な冒険」海外初公演（香港）
- 1978年 「株式会社飛行船舞台」を「株式会社飛行船」に再変更
- 1979年 味の素ファミリー劇場「シンドバッドの不思議な冒険」上演
- 1980年 飛行船総合スタジオを川崎市内に建設、開設
- 1981年 オズの国は魔法の国、長ぐつをはいた猫 上演
- 1982年 「ブレーメンの音楽隊」海外公演（ソ連、ブルガリア）、ジャックと豆の木 再演
- 1983年 7ひきのこやぎと狼 再演、冒険の旅・孫悟空 上演
- 1984年 「株式会社飛行船」を「劇団飛行船」と再改名、ブレーメンの音楽隊 再演、赤ずきん 上演、みにくいあひるのこ 上演
- 1985年 ポケット劇場「日本昔ばなし 桃太郎」上演、科学万博つくば85で「3びきのこぶた」上演
- 1986年 創立20周年、ポケット劇場「日本昔ばなし かちかち山」上演、後楽園アイスパレスで「スターガーディアン」上演
- 1987年 「スターガーディアン」海外公演（台湾・高雄）
- 1989年 劇団飛行船マスコットキャラクター「モーブ」を選定
- 1990年 劇団初の映像ソフト「劇団飛行船 マスクプレイミュージカルシリーズ」をCICビクタービデオ(ビクター音楽産業)からリリース
- 1993年 シルバニアファミリーPRショー 上演（2003年まで）
- 1996年 創立30周年
- 2000年 「アラジンと魔法のランプ」海外公演（台湾）
- 2002年 マスクプレイミュージカル「鉄腕アトム」公演（京都駅ビル）、「おジャ魔女どれみ ドッカ～ン！」公演
- 2003年 マスクプレイミュージカル「おジャ魔女どれみ」公演
- 2005年 株式会社バンダイと業務提携、「かいけつゾロリ」公演
- 2006年 創立40周年
- 2009年 「ピーターパン」海外公演
- 2012年 「オズの魔法使い」海外公演（韓国）
- 2015年7月 経営危機が表面化
- 2015年10月 株式会社ソプラティコ(代表者:大場隆志)が劇団飛行船の株式を取得し子会社化[2]
- 2016年10月 映劇株式会社を吸収合併[3][4]
- 2019年9月 株式会社ブシロードがソプラティコ株式の一部を取得し資本業務提携[5]
- 2020年2月 株式会社ブシロードがソプラティコの全株式を取得し完全子会社化[6]。
- 2022年3月26日 ブシロードグループの株式会社ブシロードミュージックが上野学園石橋メモリアルホールを買収し、改修の上、当社が運営する「飛行船シアター」として営業開始、以降は上野学園との産学連携も進める方針[7]。

## 事業所
本社事務所
東京都中野区中央1-38-1 住友中野坂上ビル2階
関東営業部・狭山スタジオ
埼玉県狭山市大字北入曽695-1
飛行船シアター
東京都台東区東上野4-24-12
長沢事務所
神奈川県川崎市多摩区長沢1-5-10 第2野村ビル301
関西営業部
大阪府大阪市北区西天満4-7-3-4F
北海道営業所
北海道小樽市花園4-17-3 ソプラティコ小樽内

## 主な演目
劇団飛行船は主に世界名作劇場をはじめ、バンダイと提携したキャラクターミュージカルを公演している。
- アラジンと魔法のランプ
- 赤ずきん
- 7ひきのこやぎと狼
- 王子とこじき
- おジャ魔女どれみ
- おじゃる丸
- おやゆび姫の不思議な旅
- かちかち山
- ケロロ軍曹
- こてんこてんこ
- ジャックと豆の木
- スターガーディアン
- ピーターパン
- シンデレラ
- オズの魔法使い
- 3びきのこぶた
- 3びきのくま
- シンドバッドの大冒険
- せむしの子馬
- そんごくうの大冒険
- くまのプーさん
- 楽しいムーミン一家
- ちびまる子ちゃん
- ちびくろさんぼ
- どうぶつ村のカーニバル
- アルプスの少女ハイジ
- 長靴をはいた猫
- ピノッキオ
- ヘンゼルとグレーテル
- ぼくらのおうち
- 白雪姫と7人のこびと
- 忍たま乱太郎
- ノンタン
- プリキュアシリーズ
- ブレーメンの音楽隊
- まじめにふまじめ かいけつゾロリ
- みにくいあひるのこ
- 桃太郎
- 呂呂の大冒険
- ロビンフッドの冒険

## その他の演目
- シルバニアファミリーショー（1993年～2003年）ミニショー、レギュラーショーの企画、制作、実演
- サンリオピューロランド（1990年～1994年）館内ショー、パレード、グリーティングキャラクターへの人員派遣実務
- JR京都駅ビル（2001年）手塚治虫ワールド「鉄腕アトムショー」（企画、制作、実演）

## ビデオソフト

### VHS
2020年現在、全て廃盤。
- 「劇団飛行船マスクプレイミュージカル」(ぬいぐるみ人形劇)シリーズ
  - 企画：CICビクタービデオ（ビクター音楽産業）
  - 制作：劇団飛行船・CICビクター株式会社
  - 製作著作：株式会社劇団飛行船
    - 赤ずきん JHE-0217(V)32分 3,900円
    - 3びきのこぶた JHE-0218(V)31分 3,900円
    - 7ひきのこやぎとオオカミ JHE-0219(V)65分 5,800円
    - みにくいあひるのこ JHE-0233(V)36分 3,900円
    - ブレーメンの音楽隊 JHE-0234(V)60分 5,800円
    - ヘンゼルとグレーテル JHE-0240(V)30分 3,900円
    - 王子とこじき
      1. トムと王子入れかわりの巻 JHE-0241(V)40分 3,900円
      2. 王子お城にもどるの巻 JHE-0242(V)40分 3,900円

    - ムーミン JHE-0247(V)50分 5,800円
    - ジャックと豆の木 JHE-0248(V)50分 5,800円
    - シンデレラ
      1. かぼちゃの馬車で舞踏会へ JHE-0249(V)40分 3,900円
      2. 幸せのガラスのくつ JHE-0250(V)40分 3,900円

    - 楽しいムーミン一家 JHE-0334(V)75分 5,800円
    - アルプスの少女ハイジ JHE-0359(V)85分 5,800円
    - シンドバッドの大冒険
      1. JHE-0360(V)50分 5,800円
      2. JHE-0361(V)43分 5,800円

### DVD
2020年現在、販売継続中。
- 「劇団飛行船マスクプレイミュージカル」ライブDVDスペシャル
  - 企画：株式会社劇団飛行船
  - ビデオ制作：のんき堂
  - 製作著作：株式会社劇団飛行船
    1. アラジンと魔法のランプ(2002年公演版)
    2. みにくいあひるのこ
    3. ピーターパン
    4. オズの魔法使い(2004年公演版)
    5. 白雪姫と7人のこびと
    6. ピノッキオ
    7. ロビンフッドの冒険
    8. ブレーメンの音楽隊(2004年公演版)
    9. 赤すぎん/3匹のこぶた
    10. 7匹のこやぎと狼

2025年現在、廃盤。
- 「劇団飛行船のえいごでジャンプ！」(英語学習用DVDセット)
  - 企画：ジェネオンエンタテイメント
  - ビデオ制作：劇団飛行船
  - 製作：ジェネオンエンタテイメント、劇団飛行船
    1. 王子とこじき
    2. 3びきのこぶた
    3. おおかみと7匹のこやぎ
    4. ジャックと豆の木
    5. ブレーメンの音楽隊
    6. アルプスの少女ハイジ
    7. シンドバッドの冒険
    8. シンデレラ
    9. みにくいあひるのこ
    10. ピーターパン

  - 上記タイトルは1990年発売「CICビクター版」と同内容であるが、作品により編集版(短縮版)となっている。

## テレビ放送

### 単発
以下の二作品が「テレビ放送版」として初放送された。
- 楽しいムーミン一家（1992年1月3日、テレビ東京、関東ローカル枠、75分）
- アルプスの少女ハイジ（1993年1月5日、テレビ東京、関東ローカル枠、73分）

### 劇団飛行船 マスクプレイミュージカル
TOKYO MXにて2020年7月28日から2020年10月27日の毎週火曜日19時から20時に「劇団飛行船 マスクプレイミュージカル」として放送。
1. ピーターパン（2020年7月28日）<第1回>
2. ヘンゼルとグレーテル（2020年8月4日）
3. ジャックと豆の木（2020年8月11日）
4. みにくいあひるのこ（2020年8月18日）
5. 赤ずきん/3匹のこぶた（2020年8月25日）
6. ブレーメンの音楽隊（2020年9月1日）
7. 3匹のくま（2020年9月8日）
8. 長靴をはいた猫（2020年9月15日）
9. 桃太郎（2020年9月22日）
10. シンドバッドの冒険（2020年9月29日）
11. ピノッキオ（2020年10月6日）
12. ロビンプッドの冒険（2020年10月13日）
13. 7ひきのこやぎと狼（2020年10月27日）<最終回>